# Fúvóka (hangszerrész)
A fúvóka a fúvós hangszernek az a része, amely a zenész ajkaival érintkezik, ahol a hangszer levegőpótlása történik, illetve ahol létrejön az a rezgésfolyamat, amely végül a megszólaló zenei hangban ölt testet. A fúvóka a különböző fúvós hangszerek jellemző része, melynek alapján megkülönböztethetjük, családokba sorolhatjuk e hangszereket.

## Fajtái

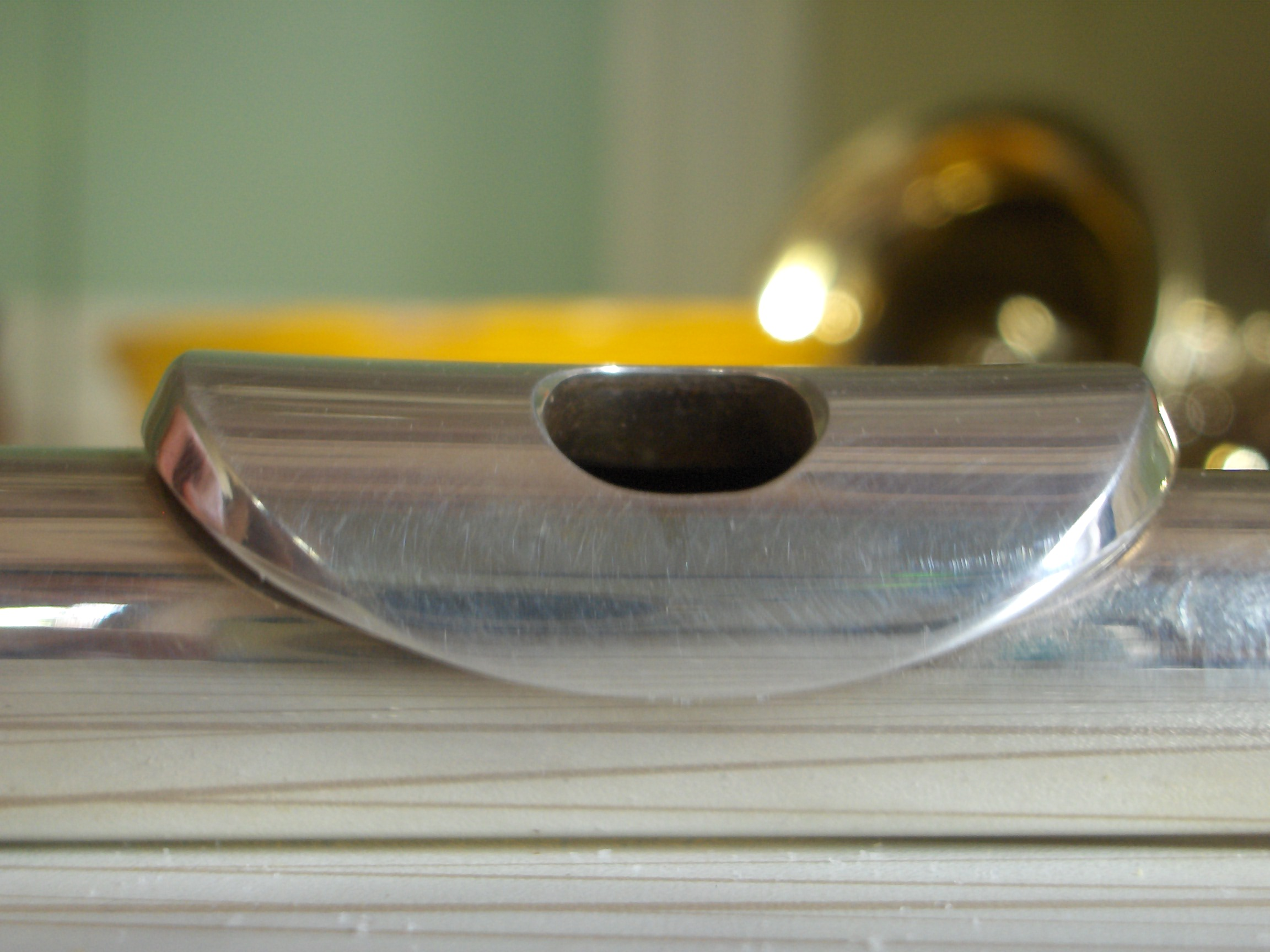
Fuvola fejrésze, fúvókája

Az ajaksípos hangszerek fúvókája a legősibb hangkeltő szerkezet, a legegyszerűbb esetben nem egyéb, mint egy cső pereme (például pánsíp, tilinkó), vagy a hangszertest végén különlegesen kialakított nyílás (például fuvola), melyre a zenész ajkaival levegősugarat irányít, és így létrejönnek azok a légörvények, peremhangok, melyek cső- vagy üregrezonátor segítségével zenei hangot eredményeznek. A dugós fuvolák (például furulya) esetében ezt az irányított légáramot a fúvókába épített légcsatorna hozza létre. Az orgona ajaksípjai is ehhez hasonló elv alapján működnek.

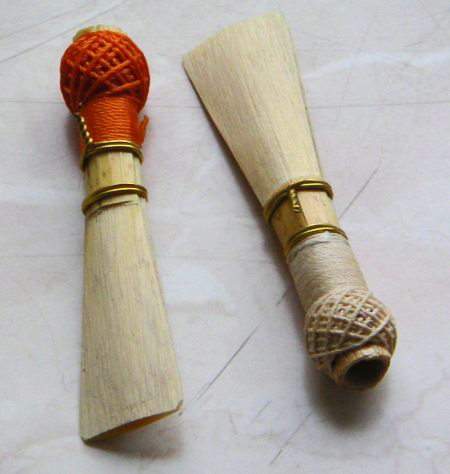
Fagott kettős nádnyelves fúvókája

A nádnyelves hangszerek fúvókája nyelvsípként működő rugalmas nádnyelvet tartalmaz, vagy a fúvóka maga két egymással szembefordított nádnyelvből áll. A nád rezgése egy csőrezonátor gerjesztésével hoz létre zenei hangokat. A nád vagy közvetlenül érintkezik a hangszerjátékos ajkaival (például klarinét, oboa), vagy szélsapka fedi, amelynek nyílásán át történik a levegő befúvása (például duda, görbekürt).

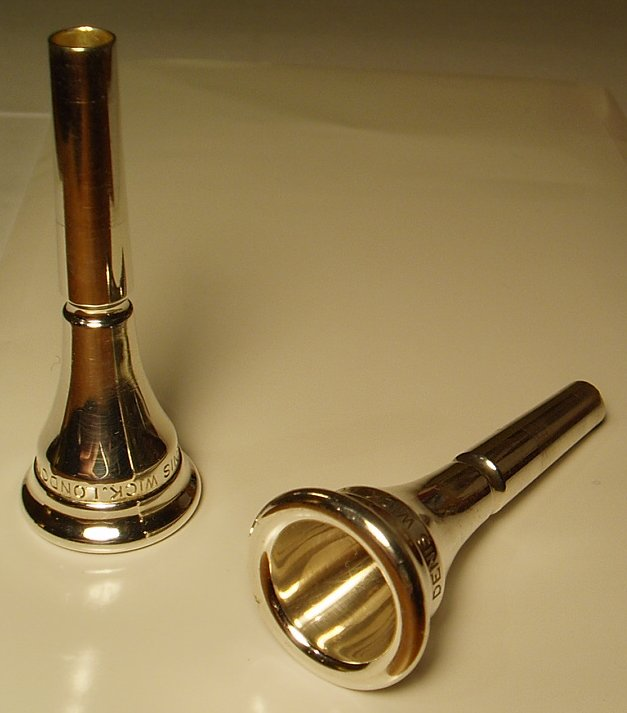
kürt tölcsér alakú fúvókája

Tölcséres fúvókájú hangszerek esetén a fúvókának egy tölcsér- (például kürt) vagy csészeformájú (például trombita) ürege van, ehhez illeszkednek a hangszerjátékos ajkai, melyek rezgése képezi az ilyen hangszerek elsődleges hangforrását, ez gerjeszti a hangszer csőrezonátorának sajátrezgéseit. A legegyszerűbb esetben a fúvóka szerepét a hangszer végén lévő nyílás önmagában is betöltheti (például didgeridoo), a hangkeltés sajátos módja alapján ilyenkor is tölcséres fúvókájú hangszerről beszélünk.  

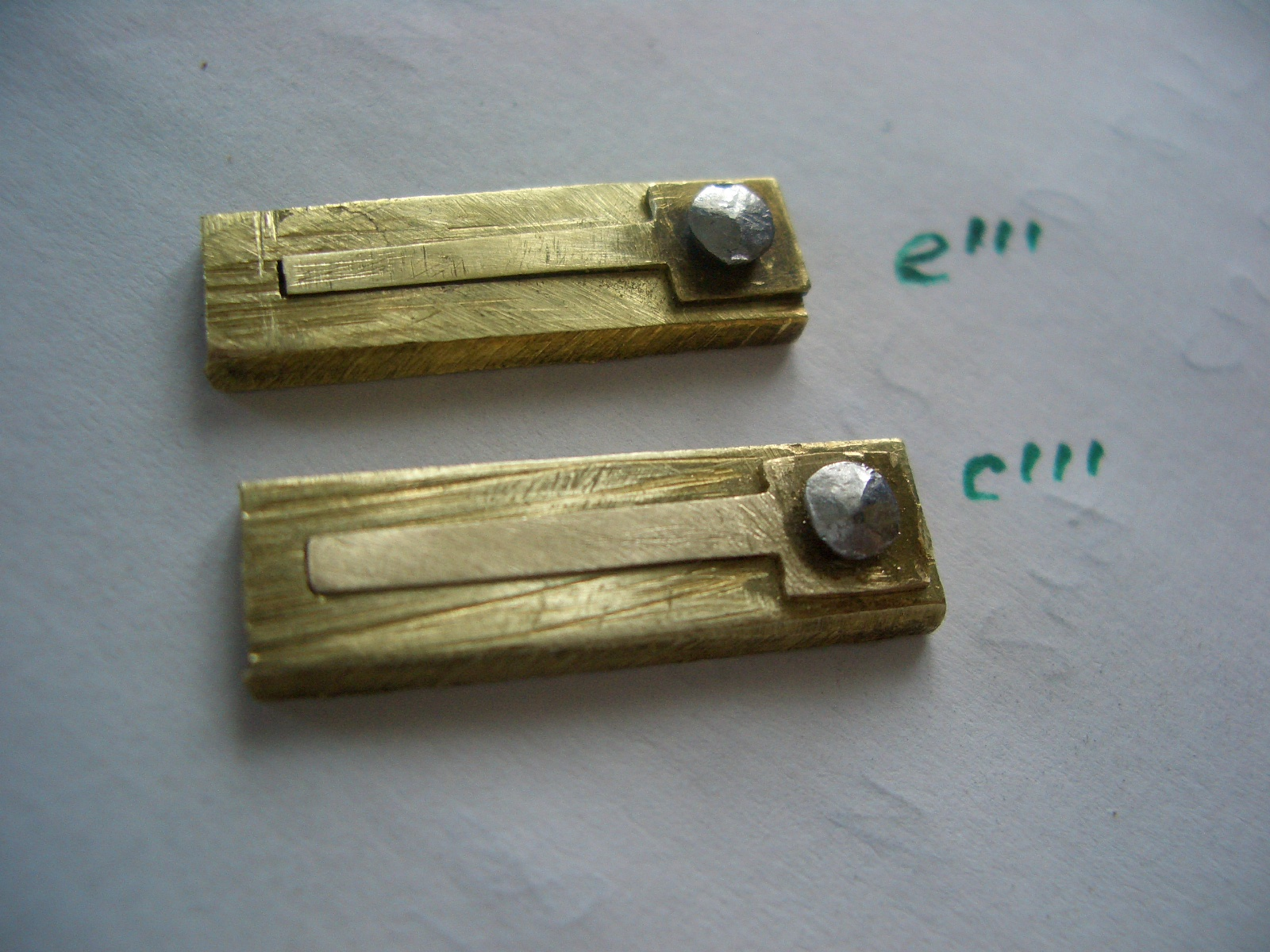
Flutina, egy régi harmonikaféle átcsapó nyelvsípjai

Az orgona nyelvsípjai és a szabad nyelvsípos hangszerek esetén a levegő nyomáskülönbsége egy általában fémből készült nyelvsípot hoz rezgésbe. A fémnyelv kis csillapítása és viszonylag nagy tömege révén önmaga is egyfajta rezonátorként sajátrezgést végez, külön hozzá csatolt üreg- vagy csőrezonátor nélkül is képes zenei hangot kiadni.